# Barátkotinga
A barátkotinga (Zaratornis stresemanni) a madarak osztályának verébalakúak (Passeriformes) rendjébe és a kotingafélék (Cotingidae) családjába tartozó Zaratornis  nem egyetlen faja.

## Rendszerezése
A fajt Maria Koepcke írta le 1954-ben. Sorolták az Ampelion nembe Ampelion stresemanni néven is.

## Előfordulása
Peruban az Andok nyugati lejtőin honos. Természetes élőhelyei a szubtrópusi vagy trópusi síkvidéki esőerdők.

## Megjelenése
Testhossza 21 centiméter, testtömege 46–57 gramm. Fekete koronát visel, arc része ezüstös fehér. Torka és melle szürkésbarna. Tollazata alapszíne sárgás, durva fekete csíkokkal, kivéve a középhasát. Szárnyai sötétek és a farka sárgás.

## Életmódja
Bogyós gyümölcsökkel táplálkozik.